# Prisme d'Amici
Pour les articles homonymes, voir Amici.
Ne doit pas être confondu avec Prisme en toit d'Amici.

Un prisme d'Amici double.

Un prisme d'Amici ou prisme à vision directe est un assemblage de prismes surtout utilisé en spectrométrie et doit son nom à l'astronome Giovanni Amici. Il permet de former simplement le spectre de la lumière qui le traverse.

## Description
Un prisme à vision directe (ou prisme compensé) est en fait formé de plusieurs prismes de différents verres (crown ou flint) accolés dans un tube horizontal posé sur un pied vertical.

## Fonctionnement
Alors qu’un unique prisme disperse la lumière en la déviant, un prisme à vision directe la disperse sans trop la dévier, ce qui simplifie les montages.